# Катастрофа Ли-2 близ аэропорта Ташауз
Катастрофа Ли-2 близ аэропорта Ташауз — авиационная катастрофа, произошедшая в среду 10 октября 1973 года в Ташаузской области (Туркменская ССР) с Ли-2 компании Аэрофлот, при этом погибли 5 человек.

## Самолёт
Ли-2 с заводским номером 18439208 был выпущен Ташкентским авиационным заводом в 1951 году и передан Аэрофлоту. С 27 марта 1960 года авиалайнер был направлен в Азербайджанское УГА. С 19 апреля 1967 года передан в Московское Территориальное УГА, а с 13 марта 1971 года в Туркменское УГА (Ашхабатское ОАО). Общая наработка самолёта составляла 16 994 часов.

## Катастрофа
Экипаж 165 лётного отряда выполнял полёт по перевозке 1 500 кг груза — воды в баках центроплана и 125 кг почты. На борту также находился 1 служебный пассажир — авиатехник вертолёта Ми-1. Взлёт произведён в 08:07 мск. В 08:08 экипаж доложил: «После взлёта на первом развороте». Диспетчер дал команду «1200». Затем экипаж доложил: «Выполняю заход на посадку, левый двигатель обороты сдал». Через 10 секунд экипаж доложил, что будет заходить на посадку с курсом взлёта. Диспетчер ответил: «Заходите». В дальнейшем больше никаких докладов с борта не поступало. По показаниям очевидцев, на высоте 50-60 м самолёт с малым креном (5-10°) начал производить левый разворот. Винт левого двигателя был зафлюгирован, шасси убраны. После окончания разворота полёт проходил с магнитным курсом, обратным посадочному, с большим углом тангажа, с потерей высоты и скорости. Во избежание лобового столкновения с деревьями высотой 10 м и жилыми кибитками, экипаж сделал попытку перетянуть препятствия взятием штурвала на себя. Окончательно потеряв скорость, в 08:11 самолёт в 3 км севернее аэропорта на траверзе ВПП перешёл в правый крен и отвесное пикирование и под углом 90° столкнулся с землёй в поле. Фюзеляж разрушился по 12-14 шпангоуты и частично сгорел. Фактическая погода в момент ЛП была: облачность 5/0 баллов, средняя, верхняя, видимость 10 км, ветер 90°, 7 м/с, давление 759 мм рт. ст., t=+9°С.

## Расследование
Комиссия установила, что экипаж своевременно обнаружил падение оборотов левого двигателя. В промежуток времени, пока экипаж оценивал происходящее и флюгировал воздушный винт, самолёт потерял скорость и развернулся влево до 30-40°, поэтому экипаж принял решение производить посадку с курсом взлёта левым разворотом. Обнаружив, что полёт без снижения невозможен, экипаж принял решение произвести вынужденную посадку в поле на подобранную площадку. Видя на последнем этапе полёта, что самолёт находится на малой высоте ниже расчётной траектории снижения и неизбежно столкнётся с препятствиями, экипаж взятием штурвала на себя преодолел их. Скорость полёта при этом упала ниже эволютивной. Самолёт перешёл в штопорное положение и столкнулся с землёй носовой частью фюзеляжа под углом около 90°. Экипаж не использовал возможность произвести посадку перед собой сразу после обнаружения падения оборотов двигателя, а начал выполнять разворот на аэродром.

## Выводы расследования
Непосредственная причина катастрофы — отказ в работе левого двигателя в режиме набора высоты до 100 м и невозможности в создавшейся ситуации дальнейшего полёта без снижения.
Катастрофе способствовали усложнённые условия (малая высота, наличие препятствий) при выполнении вынужденной посадки. Преждевременное снижение самолёта ниже расчётной траектории привело к тому, что экипаж при преодолении препятствий не в состоянии был справиться с пилотированием самолёта из-за уменьшения скорости ниже эволютивной.
Сопутствующие причины: недостаточная организация руководства воздушным движением в а/п Ташауз — диспетчером КДП допущены нарушения фразеологии радиообмена, а после получения от экипажа сообщения об отказе двигателя он визуального наблюдения за самолётом не производил.
Истинную причину падения оборотов левого двигателя комиссия установить не смогла. Комиссия предположила, что причиной этого могло являться кратковременное переобогащение смеси из-за заедания иглы поплавковой камеры карбюратора, что на основании анализа лётных происшествии с самолётами Ли-2 за последние 10 лет является распространённым конструктивно-производственным дефектом данного узла.
В дальнейшем ГОС НИИГА провело исследование узлов левого двигателя. Было установлено, что положение золотника 3-х ходового топливного крана относительно корпуса крана отличается от установленного технической комиссией. Вместо указанных в акте 60-70 % перекрытие входного отверстия крана составляет 92 %. Отверстие на левый двигатель перекрыто полностью, на правый двигатель — на 50-60 %. Пружина фиксатора 3-х ходового крана могла быть в обжатом состоянии до размера 12,7 мм только в том случае, если шарик фиксатора находился на одном из кулачков валика управления краном, то есть кран находился в незафиксированном положении.
На основании данного заключения причиной отказа в работе левого двигателя явилась недостаточная подача топлива из-за перекрытия входного сечения 3-х ходового крана бензосистемы на 92 %.
Вероятными причинами неполного открытия крана могли быть:
- а) отказ в работе фиксирующего механизма бензокрана из-за возможной усадки его пружины;
- б) ошибочные действия бортмеханика по эксплуатации бензосистемы самолёта согласно РЛЭ[2].

## Итог
После расследования авиакатастрофы немногочисленные самолёты типа Ли-2 оставшиеся в воздушном парке МГА СССР были сняты с пассажирской эксплуатации. Отдельные самолёты на балансе в МАП СССР и в ВВС СССР продолжали эксплуатироваться до конца 70-х годов.